# Montes de León
Los montes de León son un conjunto montañoso español localizado entre las provincias de León, Zamora y Orense, que comienza al este de esta última para llegar hasta la comarca del Bierzo. Conectan la submeseta Norte, el macizo Astur-Galaico y la cordillera Cantábrica. Son parte del gran abombamiento del zócalo que formaba el macizo ibérico herciniano, y que se fracturó durante la orogenia alpina. Bordean la gran fosa tectónica del Bierzo, rellena con los materiales de las montañas que el río Sil ha erosionado. Muestran rasgos de la erosión hecha por el hielo, siendo el relieve glaciar más extenso de España.
Es un conjunto de sierras de relieves suaves, alcanzando las más elevadas los 2000 m. Su cumbre más elevada es el monte Teleno, con 2183 m.s.n.m). Dos de los picos aparecen entre las 100 cumbres más prominentes de la península ibérica: Teleno (24.º, con 1088 m de prominencia y Peña Trevinca (49.º, con 885 m).
En el macizo hay 26 cumbres de más de 2000 m de altitud con una prominencia de al menos 30 m, que se reducen a 13 si se considera una prominencia de 100 m y a solo cuatro si es de 300 m —Teleno (2183 m), Cabeza de la Yegua (2142 m), Peña Trevinca (2127 m) y Vizcodillo (2121 m)—. Son 124 las que superan los 1500 m de altitud, de las que 41 tienen más de 100 m de prominencia y 8 más de 300 m.

## Geografía
Las principales sierras de los Montes de León son las siguientes:
- montes Aquilianos, cuyo techo es el Cabeza de la Yegua (2142 m) y destaca la Aquiana (1846 m);
- sierra del Teleno, una alineación de unos 27 km en dirección SSE-NNO casi en continuidad con los Aquilianos, que remata en el monte Teleno, con 2188 m;
- sierra Segundera, con el grupo del macizo de Trevinca, con su techo peña Trevinca (2127 m);
- sierra de Cabrera, una alineación en dirección E-O, que tiene su cumbre culminante en el Vizcodillo (2121 m)[2] Se distinguen dos zonas:
  - sierra de Cabrera Baja, aproximadamente 50 km. Tiene su origen en el circo del Tera y concluye en el Alto de Peña Negra en Rosinos de la Requejada. La parte este de esta sierra, es denominada «sierra Negra» por los naturales de la zona A pesar de su denominación "baja" es la zonas más alta de las dos ya que las cumbres de esta serranía superan los 2000 m son las de Vizcodillo (2121 m), Picón (2076 m), Vidulante (2042 m), Alto del Cadabal (2032 m), Faeda (2023 m), Fallanquinos (2016 m), Alto de Peña Negra (2016 m), El Camello (2008 m), Tres Burros o Tres Cruces (2007 m), La Plana (2007 m) y Riopedro (2000 m).
  - sierra de Cabrera Alta —o simplemente sierra de Cabrera, aunque también se conoce como «sierra de Truchillas»— continuación en dirección este de la Cabrera Baja desde el Alto de Peña Negra y hasta el monte Beneiros. El pico de máxima altitud es el pico Cubisco (1752|m}}).[3]
- sierra de la Culebra, algo más alejada, al sur, en la provincia de Zamora, en dirección SSE-NNO en una cadena de unos 50 km, con una altitud media de en torno a los 1000 m y una altitud máxima de 1241 m en peña Mira;
- sierra Gamoneda, macizo de corta longitud, unos 12 km, en la parte sur de la provincia de Zamora, paralela a la frontera con Portugal y perpendicular al extremo meridonal de la sierra de la Segundera. Sus cumbres son los Altos de la Gamoneda (1731 m), Cinseiro (1601 m), Coco (1531 m), Estante (1518 m), Plaza de Lobos (1501 m), Olmos (1398 m) y Allariz (1300 m).

### Montes Aquilianos
Los Montes Aquilianos forman parte de las estribaciones septentrionales de la sierra de los Montes de León con una dirección general este-oeste, que forma una pared montañosa al este que separa las cuencas hidrográficas de los ríos Sil y Órbigo. El punto más alto de esta sierra es Cabeza de la Yegua, con 2142 m. Al oeste divide la cuenca del Sil del río Tera, alcanzando su techo en el Teleno, con 2.188 m. En definitiva, la sierra leonesa es la línea divisoria de aguas entre las cuencas del Sil y del Duero.

### Sierra de Cabrera
Se distinguen dos zonas dentro de esta sierra:
- La sierra de Cabrera Baja, que cuenta con un perfil longitudinal de aproximadamente 50 km. Tiene su origen en el circo del Tera y concluye en el Alto de Peña Negra en Rosinos de la Requejada. La parte este de esta sierra, es denominada «sierra Negra» por los naturales de la zona. En la parte perpendicular con el lago de Sanabria, cuenta con un pronunciado ensanchamiento en el que se encuentran la lagunas glaciares de Cubillas, Los Patos, La Ventosa y Los Peces. A pesar de su denominación "baja" es la zonas más alta de las dos ya que las cumbres de esta serranía superan los 2000 metros son las de Vizcodillo (2121 m), Picón (2076 m), Vidulante (2042 m), Alto del Cadabal (2032 m), Faeda (2023 m), Fallanquinos (2016 m), Alto de Peña Negra (2016 m), El Camello (2008 m), Tres Burros o Tres Cruces (2007 m), La Plana (2007 m) y Riopedro (2000 m). La continua presencia de accidentes geográficos, ha originado una serie de paisajes destacables, entre ellos:[4]

- Los valles de Covadosos, Trefacio, Galende, Barnecilla, Vigo de Sanabria y del río Negro.
- Las lagunas de Riopedro, Truchillas y la del Malicioso.
- El arroyo del Fuego,  el cañón del Tera, la garganta del Argañal y la garganta del Carambilla.
- Picos como el Testero Ciudad (1749 m), al margen de los antes citados.
- Las cuencas de los ríos Rigada y Villarino.

- La «sierra de Cabrera Alta», o simplemente sierra de Cabrera, aunque también se la conoce como la «sierra de Truchillas». Es una continuación en dirección este de la «sierra de Cabrera Baja» desde el Alto de Peña Negra y hasta el monte Beneiros. El pico de máxima altitud es el pico Cubisco (1752 m).[5]

### Cumbres de los montes de León

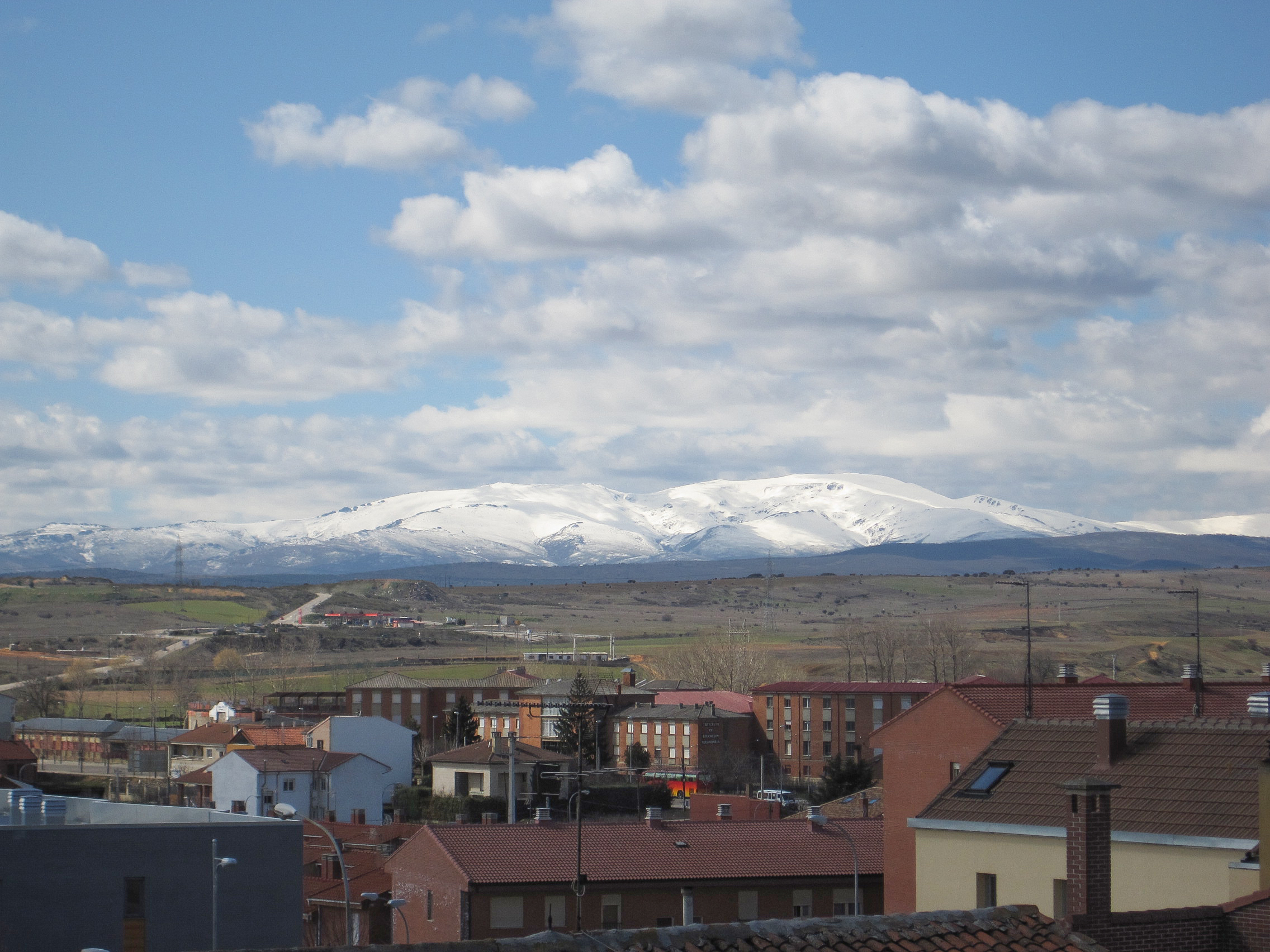
Vista del Teleno desde Astorga

Se recogen a continuación las cumbres más destacadas de los montes de León (más de 140 en total). Las altitudes sobre el nivel del mar se han obtenido de la cartografía del Instituto Geográfico Nacional, disponible en línea a través del visor Iberpix 5.0. Algunas de las cumbres de escasa prominencia no rotulan nombre y aquí se recogen con una breve descripción del lugar para poder localizarlas. Se recoge también la prominencia —desnivel mínimo que hay que descender desde la cumbre para ascender a otra más alta— que da idea de la relativa suavidad de todo la alineación: cuanto más prominente es una montaña más destacará entre las que la rodean, con independencia de su altitud. El pico padre es la cumbre más alta respecto a la que se mide la prominencia, considerando como tales las que tengan una prominencia mínima de 30 m. Para determinar la prominencia se ha hecho uso de las altitudes de los collados que aparecen en la cartografía, y, de no ser así, se ha interpolado entre las líneas de las curvas de nivel de 10 m, esto es, suponiendo que está en el punto medio, xxx5 m: esto implica que algunas tendrán más prominencia y que otras podrían tener incluso menos de los 30 m necesarios para figurar en la tabla.
La tabla se ha ordenado según un criterio de continuidad geográfica, del siguiente modo:
- primero se sigue la alineación de los Montes Aquilianos y la sierra del Teleno, en dirección O-E;
- se continua con la sierra de la Segundera, en dirección N-S, primero el cordal hasta el nudo del macizo de Peña Trevinca y luego al sur hasta la sierra de Gamoneda;
- se sigue la sierra de Cabrera, también en dirección O-E.

- se acaba con la pequeña alineación de la sierra Gamoneda.

Se han elaborado cuatro ránquines de altitud propios de la Wikipedia con efectos meramente comparativos (tres primeras columnas) :
- uno por altitud de las cumbres que tengan al menos 100 m de prominencia (1.ª columna); las cimas que no la alcanzan aparecen igualmente como «—»;
- un segundo por altitud total de las cumbres con al menos 30 m de prominencia (2.ª columna); las cimas que no la alcanzan aparecen como «—»;
- un tercero según las provincias que integran el macizo.

- un cuarto según las sierras que integran el macizo.

La tabla se puede ordenar alfanuméricamente por cada columna haciendo clic en el icono  situado en la parte superior de la columna correspondiente: un clic orden ascendente, dos clic, descendente.
El sombreado ocre en las filas destaca las cumbres que están en alguna divisoria provincial: León-Zamora, León-Orense y Orense-Zamora.
La tabla puede estar incompleta —pueden faltar alguna de las cumbres menos elevadas— y ayudarías completándola.
| º  |      |             |         |                                                                                   |                                             |                      |                 |                  |                        |                                                      |               |
| -- | ---- | ----------- | ------- | --------------------------------------------------------------------------------- | ------------------------------------------- | -------------------- | --------------- | ---------------- | ---------------------- | ---------------------------------------------------- | ------------- |
| #  | #    | #           | #       | Nombre                                                                            | Sierra                                      | Altitud (m s. n. m.) | Prominencia (m) | Aislamiento (km) | Pico padre             | Municipio                                            | Provincia     |
| 36 | 109  | LE-77       | MA-22   | Alto de Veiga                                                                     | Cordales anteriores a los Montes Aquilianos | 1573                 | 427             | –                | ?                      | Santa Colomba de Somoza                              | León          |
| —  | 117  | LE-84       | MA-26   | Alto de Valdevieco                                                                | Cordales anteriores a los Montes Aquilianos | 1531                 | 67              | –                | Alto de Veiga          | Santa Colomba de Somoza y Torre del Bierzo           | León          |
| 37 | 111  | LE-79       | MA-23   | Pico del Redondal                                                                 | Cordales anteriores a los Montes Aquilianos | 1565                 | 422             | –                | Alto de Veiga          | Castropodame y Molinaseca                            | León          |
| —  | 120  | LE-87       | MA-28   | Monte Irago o cerro Corbos                                                        | Cordales anteriores a los Montes Aquilianos | 1528                 | 33              | –                | Cerro del Pico         | Santa Colomba de Somoza                              | León          |
| 39 | 115  | LE-82       | MA-24   | Pradera de la Ánguila                                                             | Montes Aquilianos                           | 1556                 | 108             | –                | Aquiana                | Priaranza del Bierzo                                 | León          |
| —  | 118  | LE-85       | MA-27   | Peñas de Monte Maurín                                                             | Montes Aquilianos                           | 1531                 | 75              | –                | Aquiana                | Benuza y Priaranza del Bierzo                        | León          |
| 19 | 048  | LE-40       | MA-11   | Aquiana (o Guiana)                                                                | Montes Aquilianos                           | 1846                 | 195             | –                | Pico Tuerto            | Benuza, Ponferrada y Priaranza del Bierzo            | León          |
| —  | —    | LE—         | MA—     | Pico El Tesón                                                                     | Montes Aquilianos                           | 1811                 | 22              | –                | Pico Tuerto            | Benuza y Ponferrada                                  | León          |
| 09 | 011  | LE-09       | MA-04   | Pico Tuerto                                                                       | Montes Aquilianos                           | 2051                 | 125             | 1,46             | Alto de Las Berdianas  | Benuza, Castrillo de Cabrera y Ponferrada            | León          |
| 11 | 023  | LE-17       | MA-06   | Cruz Mayor                                                                        | Montes Aquilianos (trans.)                  | 2025                 | 137             | 2,39             | Pico Tuerto            | Benuza y Castrillo de Cabrera                        | León          |
| 06 | 007  | LE-05       | MA-03   | Alto de las Berdiaínas                                                            | Montes Aquilianos                           | 2116                 | 105             |                  | Cabeza de la Yegua     | Ponferrada                                           | León          |
| 04 | 004  | LE-03       | MA-02   | La Utre (o alto de Funtirín, en la cuerda trans. desde el A.º de las Berdiaínas ) | Montes Aquilianos (trans.)                  | 2123                 | 128             | 1,94             | Alto de las Berdiaínas | Castrillo de Cabrera                                 | León          |
| —  | 078  | LE-57       | MA-17   | Los Canales (cuerda trans. desde el A.º de las Berdiaínas)                        | Montes Aquilianos (transv.)                 | 1702                 | 33              |                  | Funtirín               | Castrillo de Cabrera                                 | León          |
| 02 | 002  | LE-02       | MA-01   | Cabeza de la Yegua                                                                | Montes Aquilianos                           | 2142                 | 305             | 12,47            | Teleno                 | Castrillo de Cabrera                                 | León          |
| —  | 090  | LE-67       | MA-19   | Cumbre sobre Cosa Ladrón (cuerda trans. desde Cabeza de la Yegua)                 | Montes Aquilianos (transv.)                 | 1669                 | 33              |                  | Cabeza de la Yegua     | Ponferrada                                           | León          |
| 31 | 091  | LE-68       | MA-20   | El Corón (cuerda trans. desde Cabeza de la Yegua)                                 | Montes Aquilianos (transv.)                 | 1666                 | 191             | 12,47            | Cabeza de la Yegua     | Ponferrada                                           | León          |
| 40 | 116  | LE-83       | MA-25   | Cerro Picueto (cuerda trans. desde Cabeza de la Yegua)                            | Montes Aquilianos (transv.)                 | 1551                 | 215             | 12,47            | El Corón               | Ponferrada                                           | León          |
| —  | 018  | LE-14       | MA-05   | Cima Estación de El Morredero o Silla de la Yegua                                 | Montes Aquilianos                           | 2031                 | 32              | 12,47            | Cabeza de la Yegua     | Castrillo de Cabrera y Ponferrada                    | León          |
| —  | —    | LE—         | MA—     | Cerro Portillinos (Casablanca de la Hosna)                                        | Montes Aquilianos                           | 1955                 | 29              |                  | Cabeza de la Yegua     | Truchas                                              | León          |
| 12 | 025  | LE-19       | MA-07   | Meruelas (cerro del Picón)                                                        | Montes Aquilianos                           | 2021                 | 131             | 3,09             | Silla de la Yegua      | Castrillo de Cabrera y Ponferrada                    | León          |
| —  | 031  | LE-25       | MA-09   | Cerro Portillinos (Los Portillinos)                                               | Montes Aquilianos                           | 1954                 | 68              | 3,09             | Meruelas               | Truchas                                              | León          |
| —  | 057= | LE-46       | MA-12=  | Pico de la Rino                                                                   | Montes Aquilianos (cord. //)                | 1791                 | 58              |                  | El Morredero           | Ponferrada                                           | León          |
| —  | 068  | LE-51       | MA-15   | Vera de las Tornas                                                                | Montes Aquilianos (cord. //)                | 1748                 | 50              |                  | Pico de la Rino        | Lucillo y Ponferrada                                 | León          |
| 22 | 057= | LE-47       | MA-12=  | Cerro del Gorro                                                                   | Montes Aquilianos (cord. //)                | 1791                 | 105             |                  | El Morredero           | Lucillo                                              | León          |
| —  | 089  | LE-66       | MA-18   | Cerro de Campialverde                                                             | Montes Aquilianos (cord. //)                | 1671                 | 55              |                  | Cerro del Gorro        | Lucillo                                              | León          |
| —  | 077  | LE-56       | MA-16   | Las Chanas (cordal desde p.º de la Rino)                                          | Montes Aquilianos (trans.)                  | 1711                 | 37              |                  | Pico de la Rino        | Lucillo y Ponferrada                                 | León          |
| 16 | 042  | LE-36       | MA-10   | Cerro Becerril (cordal desde p.º de la Rino)                                      | Montes Aquilianos (trans.)                  | 1865                 | 361             | 7,27             | Meruelas               | Lucillo y Ponferrada                                 | León          |
| —  | 102  | LE-72       | MA-21   | Cerro Cueto (cordal desde p.º de la Rino)                                         | Montes Aquilianos (trans.)                  | 1617                 | 96              |                  | Cerro Becerril         | Ponferrada                                           | León          |
| 13 | 026  | LE-20       | MA-08   | Llano de las Ovejas                                                               | Montes Aquilianos                           | 2009                 | 153             | 3,43             | Teleno                 | Lucillo y Truchas                                    | León          |
| —  | 020  | LE-16       | TE-03   | Majada de la Citrera (Sestil)                                                     | Teleno                                      | 2029                 | 44              | 0,54             | Teleno                 | Lucillo y Truchas                                    | León          |
| 01 | 001  | LE-01       | TE-01   | Teleno                                                                            | Teleno                                      | 2183                 | 1088            | 82,31            | Cornón (2188 m)        | Lucillo / Truchas                                    | León          |
| —  | —    | LE—         | TE—     | Peña Negra (Teleno)                                                               | Teleno                                      | 2049                 | 18              | 0,736            | Teleno                 | Lucillo y Truchas                                    | León          |
| —  | 012  | LE-10       | TE-02   | El Cambito                                                                        | Teleno                                      | 2050                 | 75              | 1,625            | Teleno                 | Lucillo y Truchas                                    | León          |
| —  | 072  | LE-53       | TE-06   | Peña Canales                                                                      | Teleno (cord. //)                           | 1726                 | 45              |                  | Los Cambitos           | Truchas                                              | León          |
| —  | 079  | LE-58       | TE-09   | Pico de Valdeteleno                                                               | Teleno (cord. //)                           | 1698                 | 70              |                  | Los Cambitos           | Truchas                                              | León          |
| —  | 087  | LE-64       | TE-11   | Pico Calión                                                                       | Teleno (cord. //)                           | 1675                 | 84              |                  | Pico de Valdeteleno    | Castrocontrigo y Truchas                             | León          |
| —  | 121  | LE-88       | TE-15   | Peña Cuba                                                                         | Teleno (cord. //)                           | 1526                 | 37              |                  | Pico Calión            | Truchas                                              | León          |
| —  | 113  | LE-81       | TE-13   | Peña Picuda (sierra del Pinar)                                                    | Teleno (cord. //)                           | 1561                 | 44              |                  | Pico Calión            | Truchas                                              | León          |
| —  | 119  | LE-86       | TE-14   | Alto de Piedemola (sierra del Pinar)                                              | Teleno (cord. //)                           | 1529                 | 63              |                  | Peña Picuda            | Truchas                                              | León          |
| 26 | 074  | LE-54       | TE-07   | Peña Paloma o Sanguiñal                                                           | Teleno                                      | 1720                 | 135             | 5                | Los Cambitos           | Luyego                                               | León          |
| 38 | 112  | LE-80       | TE-12   | Peña del Monete                                                                   | Teleno                                      | 1564                 | 120             | 1,625            | Peña Paloma            | Lucillo y Truchas                                    | León          |
| —  | 086  | LE-63       | TE-10   | La Festillina                                                                     | Teleno (cordal trans. desde los Cambitos)   | 1678                 | 30              | 1,625            | Los Cambitos           | Truchas                                              | León          |
| —  | 076  | LE-55       | TE-08   | Teso Candaneo                                                                     | Teleno (cordal trans. desde los Cambitos)   | 1712                 | 57              | 1,625            | El Cabrón              | Truchas                                              | León          |
| —  | 060  | LE-49       | TE-05   | El Cabrón                                                                         | Teleno (cordal trans. desde los Cambitos)   | 1775                 | 67              | 1,625            | Las Chanas             | Truchas                                              | León          |
| 23 | 059  | LE-48       | TE-04   | Las Chanas                                                                        | Teleno (cordal trans. desde los Cambitos)   | 1789                 | 232             | 1,625            | Peña Paloma            | Truchas                                              | León          |
| 14 | 037  | LE-31 OR-08 | PS-04   | Pico de las Yeguas                                                                | Prolongación s.ª Segundera                  | 1893                 | 187             | –                | Peña Surbia            | Benuza Carballeda de Valdeorras                      | León Orense   |
| 21 | 055  | LE-44 OR-12 | PS-09   | Lardeira                                                                          | Prolongación s.ª Segundera                  | 1818                 | 147             | –                | ?                      | Benuza / Carballeda de Valdeorras                    | León Orense   |
| 15 | 040  | LE-34 OR-09 | PS-06   | O Pedroso                                                                         | Prolongación s.ª Segundera                  | 1873                 | 147             | –                | ?                      | Benuza / Carballeda de Valdeorras                    | León Orense   |
| —  | 047  | LE-39 OR-11 | PS-08   | Chano de los Palos                                                                | Prolongación s.ª Segundera                  | 1851                 | 66              | –                | O Pedroso              | Benuza                                               | León Orense   |
| 34 | 103  | LE-73       | PS-16   | El Cabezo (ramal que arranca desde Chano de los Palos)                            | Prolongación s.ª Segundera (transv.)        | 1614                 | 106             | –                | Chano de los Palos     | Encinedo                                             | León          |
| 29 | 085  | LE-62       | PS-12   | Fabero o pico de la Fraga (ramal que arranca desde Chano de los Palos)            | Prolongación s.ª Segundera (transv.)        | 1680                 | 269             | –                | Chano de los Palos     | Benuza                                               | León          |
| 30 | 088  | LE-65       | PS-13   | Pico Sixoblanco (ramal que arranca desde Chano de los Palos)                      | Prolongación s.ª Segundera (transv.)        | 1673                 | 131             | –                | Fabero]]               | Benuza                                               | León          |
| —  | 101  | LE-71       | PS-15   | Forma Alta (ramal que arranca desde El Cabezo)                                    | Prolongación s.ª Segundera (transv.)        | 1622                 | 36              | –                | El Cotarro             | Encinedo                                             | León          |
| 27 | 082  | LE-60       | PS-10   | El Cotarro (ramal que arranca desde El Cabezo)                                    | Prolongación s.ª Segundera (transv.)        | 1688                 | 181             | –                | ?                      | Encinedo                                             | León          |
| —  | 107  | LE-75       | PS-17   | Coto Bernil (ramal que arranca desde El Cabezo)                                   | Prolongación s.ª Segundera (transv.)        | 1583                 | 67              | –                | Llagarino              | Encinedo                                             | León          |
| 28 | 083  | LE-61       | PS-11   | Llagarino (ramal que arranca desde El Cabezo)                                     | Prolongación s.ª Segundera (transv.)        | 1688                 | 277             | –                | Peña Trevinca          | Castrillo de Cabrera / Encinedo                      | León          |
| —  | 099  | LE-70       | PS-14   | Chao de la Mesa (ramal que arranca desde El Cabezo)                               | Prolongación s.ª Segundera (transv.)        | 1633                 | 61              | –                | Llagarino              | Castrillo de Cabrera / Encinedo                      | León          |
| —  | 045  | LE-38 OR-10 | PS-07   | Valdebuey                                                                         | Prolongación s.ª Segundera                  | 1854                 | 77              | –                | O Pedroso              | Encinedo Carballeda de Valdeorras                    | León Orense   |
| —  | 036  | LE-30 OR-07 | PS-03   | Alto los Valellos                                                                 | Prolongación s.ª Segundera                  | 1896                 | 58              | –                | O Pedroso              | Encinedo / Carballeda de Valdeorras                  | León Orense   |
| —  | —    | LE— OR—     | PS-05   | Alto del Colladin                                                                 | Prolongación s.ª Segundera                  | 1883                 | 25              | –                | O Pedroso              | Encinedo Carballeda de Valdeorras                    | León Orense   |
| —  | —    | LE— OR—     | PS—     | Alto de las Camperas                                                              | Prolongación s.ª Segundera                  | 1934                 | 29              | –                | Pico Puertas           | Encinedo Carballeda de Valdeorras                    | León Orense   |
| —  | 017  | LE-13 OR-05 | PS-02   | Pico Puertas (cota 2032 sobre el Portillo Puertas)                                | Prolongación s.ª Segundera                  | 2032                 | 63              | –                | Peña Surbia            | Encinedo Carballeda de Valdeorras                    | León Orense   |
| 07 | 008  | LE-06 OR-03 | PS-01   | Peña Surbia                                                                       | Prolongación s.ª Segundera                  | 2116                 | 146             | 1,66             | Peña Trevinca          | Encinedo Carballeda de Valdeorras                    | León Orense   |
| —  | —    | OR— ZA—     | Seg—    | Ladeira da Medias                                                                 | Sierra Segundera                            | 2066                 | 9               |                  | Peña Trevinca          | Carballeda de Valdeorras Porto de Sanabria           | Orense Zamora |
| —  | —    | OR— ZA—     | Seg—    | Peña Negra Norte                                                                  | Sierra Segundera                            | 2089                 | 28              |                  | Peña Trevinca          | Carballeda de Valdeorras y A Veiga Porto de Sanabria | Orense Zamora |
| —  | 005= | OR-02 ZA-02 | Seg-02  | Peña Negra                                                                        | Sierra Segundera                            | 2121                 | 56              |                  | Peña Trevinca          | Carballeda de Valdeorras y A Veiga Porto de Sanabria | Orense Zamora |
| 03 | 003  | OR-01 ZA-01 | Seg-01  | Peña Trevinca                                                                     | Sierra Segundera                            | 2127                 | 881             |                  | Cabeza de la Yegua     | A Veiga Porto de Sanabria                            | Orense Zamora |
| —  | 010  | LE-08 OR-04 | Seg-03  | Alto de la Surbia o del Xurvial                                                   | Sierra Segundera                            | 2052                 | 33              |                  | Peña Trevinca          | Porto de Sanabria / A Veiga                          | León Orense   |
| —  | 032  | LE-26 OR-06 | Seg-06  | Mermiñeira                                                                        | Sierra Segundera                            | 1946                 | 57              |                  | Peña Trevinca          | Porto de Sanabria / A Veiga                          | León Orense   |
| 10 | 014  | ZA-04       | Seg-04  | Moncalvo                                                                          | Sierra Segundera                            | 2044                 | 155             |                  | Peña Trevinca          | Porto de Sanabria                                    | Zamora        |
| —  | 053  | ZA-25       | Seg-11  | El Abedoral                                                                       | Sierra Segundera (transv.)                  | 1831                 | 65              |                  | Moncalvo               | Galende                                              | Zamora        |
| —  | 066  | ZA-32       | Seg-15  | Alto del Suelto                                                                   | Sierra Segundera (transv.)                  | 1751                 | 53              |                  | Moncalvo               | Galende                                              | Zamora        |
| —  | 063  | ZA-29       | Seg-14  | Cumbre en Pies Juntos                                                             | Sierra Segundera (transv.)                  | 1757                 | 49              |                  | Moncalvo               | Porto de Sanabria                                    | Zamora        |
| —  | 075  | ZA-37       | Seg-17  | Cabezo de San Martín                                                              | Sierra Segundera (transv.)                  | 1714                 | 46              |                  | Alto del Suelto        | Galende                                              | Zamora        |
| —  | 098  | ZA-45       | Seg-22  | Pico de Freire (sobre laguna del Payón)                                           | Sierra Segundera (transv.)                  | 1636                 | 30              |                  | Alto del Suelto        | Galende                                              | Zamora        |
| —  | 096  | ZA-43       | Seg-21  | Cota 1645 en el Salto del Valiente                                                | Sierra Segundera (transv.)                  | 1645                 | 78              |                  | Valdecasares           | Galende                                              | Zamora        |
| —  | 016  | ZA-06       | Seg-05  | Moncalvillo                                                                       | Sierra Segundera                            | 2039                 | 34              |                  | Moncalvo               | Porto de Sanabria                                    | Zamora        |
| 18 | 046  | ZA-21       | Seg-08  | Montouto                                                                          | Sierra Segundera                            | 1854                 | 123             | 3,18             | Moncalvo               | Porto de Sanabria                                    | Zamora        |
| —  | 062  | ZA-28       | Seg-13  | Sixtral                                                                           | Sierra Segundera                            | 1769                 | 96              |                  | Valdecasares           | Porto de Sanabria                                    | Zamora        |
| —  | 106  | ZA-48       | Seg-24  | Pico Paredes                                                                      | Sierra Segundera (transv.)                  | 1585                 | 40              |                  | Sixtral                | Pías                                                 | Zamora        |
| —  | 093  | ZA-41       | Seg-20  | Altos de Raposeiras (parque eólico)                                               | Sierra Segundera                            | 1658                 | 43              |                  | Sixtral                | Pías y Porto de Sanabria                             | Zamora        |
| —  | 092  | OR-14 ZA-40 | Seg-19  | Aguallal o Seixo Blanco                                                           | Sierra Segundera                            | 1666                 | 91              |                  | Sixtral                | A Mezquita Pías - Lubián                             | Orense Zamora |
| —  | 049  | ZA-22       | Seg-10  | Valdecasares                                                                      | Sierra Segundera                            | 1844                 | 47              |                  | Cumbre de la Laguna    | Porto de Sanabria                                    | Zamora        |
| —  | 081  | ZA-38       | Seg-18  | Acibeiros o Porreiral (parque eólico)                                             | Sierra Segundera                            | 1689                 | 52              |                  | Valdecasares           | Lubián                                               | Zamora        |
| 17 | 043  | ZA-19       | Seg-07  | Cumbre de la Laguna                                                               | Sierra Segundera                            | 1857                 | 205             |                  | Monclavo               | Porto de Sanabria                                    | Zamora        |
| —  | —    | ZA—         | Seg-09  | Alto del Cabril                                                                   | Sierra Segundera                            | 1853                 | 26              |                  | Cumbre de la Laguna    | Porto de Sanabria                                    | Zamora        |
| —  | 054  | ZA-26       | Seg-12  | La Pedrina                                                                        | Sierra Segundera (transv.)                  | 1819                 | 80              |                  | Cumbre de la Laguna    | Porto de Sanabria                                    | Zamora        |
| —  | —    | ZA—         | Seg—    | Peña Resbalada                                                                    | Sierra Segundera (transv.)                  | 1746                 | 28              |                  | La Pedrina             | Cobreros                                             | Zamora        |
| —  | 100  | ZA-46       | Seg-23  | Alto de los Fitos (sobre laguna de Sotillo)                                       | Sierra Segundera (transv.)                  | 1625                 | 34              |                  | Valdecasares           | Porto de Sanabria                                    | Zamora        |
| —  | 073  | ZA-36       | Seg-16  | Cumbre sobre Camposagrado                                                         | Sierra Segundera                            | 1725                 | 34              |                  | Valdecasares           | Porto de Sanabria                                    | Zamora        |
| —  | —    | OR-13 ZA-30 | MA-14   | Sextil                                                                            | Sierra Calva                                | 1757                 | 25              | –                | Altos do Corraliza     | La Vega Porto de Sanabria                            | Orense Zamora |
| —  | 015  | LE-12 ZA-05 | Cab-04  | Peña Vidulante                                                                    | Sierra de Cabrera Baja                      | 2042                 | 54              | 1,18             | El Picón               | Encinedo Porto de Sanabria                           | León Zamora   |
| 08 | 009  | LE-07       | Cab-02  | El Picón                                                                          | Sierra de Cabrera Baja (transv.)            | 2079                 | 210             | 2,97             | Peña Surbia            | Encinedo                                             | León          |
| —  | 013  | LE-11       | Cab-03  | El Camello (en Gaya de Cueto)                                                     | Sierra de Cabrera Baja (transv.)            | 2049                 | 78              | 1,50             | El Picón               | Encinedo                                             | León          |
| —  | 021= | ZA-08       | Cab-06= | Alto de Riopedro                                                                  | Sierra de Cabrera Baja                      | 2028                 | 94              | 1,53             | El Picón               | Porto de Sanabria                                    | Zamora        |
| —  | 029  | LE-23       | Cab-11  | Cota 1065 en la Loma del Verdugueo                                                | Sierra de Cabrera Baja (transv.)            | 1965                 | 67              |                  | El Picón               | Encinedo                                             | León          |
| —  | 021= | ZA-09       | Cab-06= | La Plana                                                                          | Sierra de Cabrera Baja                      | 2028                 | 93              |                  | El Picón               | San Justo                                            | Zamora        |
| —  | —    | ZA—         | Cab—    | Peña Cabrita                                                                      | Sierra de Cabrera Baja (transv.)            | 1903                 | 16              |                  | La Plana               | Galende                                              | Zamora        |
| —  | 061  | ZA-27       | Cab—    | Llombo Alto                                                                       | Sierra de Cabrera Baja (transv.)            | 1770                 | 53              |                  | La Plana               | Galende                                              | Zamora        |
| 24 | 064  | ZA-31       | Cab-26  | Cerro Currisquero                                                                 | Sierra de Cabrera Baja (transv.)            | 1756                 | 134             |                  | Alto la Plana          | Trefacio                                             | Zamora        |
| —  | 071  | ZA-35       | Cab-29  | Genciales                                                                         | Sierra de Cabrera Baja (transv.)            | 1731                 | 36              |                  | La Plana               | Galende                                              | Zamora        |
| —  | 097  | ZA-44       | Cab-34  | Corona                                                                            | Sierra de Cabrera Baja (transv.)            | 1641                 | 56              |                  | Genciales              | Galende                                              | Zamora        |
| —  | —    | LE— ZA—     | Cab—    | Tres Burros o Tres Cruces                                                         | Sierra de Cabrera Baja                      | 2018                 | 9               |                  | La Plana               | Encinedo San Justo                                   | León Zamora   |
| —  | 027  | LE-21 ZA-11 | Cab-09  | La Chana                                                                          | Sierra de Cabrera Baja                      | 1982                 | 70              |                  | El Picón               | Encinedo San Justo                                   | León Zamora   |
| —  |      | ZA-17       | Cab-16  | El Sistral                                                                        | Sierra de Cabrera Baja                      | 1892                 | 97              |                  | La Chana               | San Justo                                            | Zamora        |
| —  | 114  | ZA-49       | Cab-38  | Pico la Cantera                                                                   | Sierra de Cabrera Baja                      | 1558                 | 53              |                  | El Sistral             | San Justo                                            | Zamora        |
| —  | 024  | LE-18 ZA-10 | Cab-08  | Faeda (Fayeda)                                                                    | Sierra de Cabrera Baja                      | 2023                 | 64              | 1,54             | El Picón               | Encinedo San Justo                                   | León Zamora   |
| —  | 080  | LE-59       | Cab-30  | Peña El Águila                                                                    | Sierra de Cabrera Baja (trans.)             | 1694                 | 63              |                  | Faeda                  | Encinedo                                             | León          |
| —  | —    | LE— ZA—     | Cab—    | Fallanquinos                                                                      | Sierra de Cabrera Baja                      | 2016                 | 19              |                  | Faeda                  | Encinedo San Justo                                   | León Zamora   |
| —  | 123  | LE-89       | Cab-40  | La Cabriruela                                                                     | Sierra de Cabrera Baja (trans.)             | 1509                 | 43              |                  | Alto del Cadabal       | Encinedo                                             | León          |
| —  | —    | LE— ZA—     | Cab—    | Alto del Cadabal                                                                  | Sierra de Cabrera Baja                      | 2013                 | 17              | 10,06            | Alto de la Peña Negra  | San Justo                                            | León Zamora   |
| —  | 019  | LE-15 ZA-07 | Cab-05  | Alto de la Peña Negra                                                             | Sierra de Cabrera Baja                      | 2031                 | 35              |                  | El Picón               | San Justo                                            | León Zamora   |
| —  | 084  | ZA-39       | Cab-31  | Peña Velaidera                                                                    | Sierra de Cabrera Baja (trans.)             | 1682                 | 53              |                  | Alto de la Peña Negra  | San Justo                                            | Zamora        |
| —  | 028  | LE-22 ZA-12 | Cab-10  | Muelo Reigada                                                                     | Sierra de Cabrera Baja                      | 1976                 | 47              |                  | Vizcodillo             | Encinedo San Justo y Rosinos de la Requejada         | León Zamora   |
| —  | 067  | ZA-33       | Cab-27  | Picos de la Ciudad                                                                | Sierra de Cabrera Baja (trans.)             | 1751                 | 52              |                  | Muelo Reigada          | San Justo                                            | Zamora        |
| —  | —    | LE— ZA—     | Cab—    | Alto de la Reigada                                                                | Sierra de Cabrera Baja                      | 1898                 | 22              |                  | Vizcodillo             | Encinedo Rosinos de la Requejada                     | León Zamora   |
| —  | 034  | LE-28 ZA-15 | Cab-14  | Alto de la Sebe                                                                   | Sierra de Cabrera Baja                      | 1929                 | 94              |                  | Muelo Reigada          | Encinedo Rosinos de la Requejada                     | León Zamora   |
| —  | f/o  | LE-f/o      | Cab-f/o | El Colmenar de Morcos                                                             | Sierra de Cabrera Baja (trans.)             | 1354                 | 86              |                  | Alto de la Sebe        | Encinedo                                             | León          |
| —  | f/o  | LE-f/o      | Cab-f/o | El Cabezo (sobre Santa Eulalia de Cabrera)                                        | Sierra de Cabrera Baja (trans.)             | 1353                 | 92              |                  | Alto del Peñón         | Encinedo                                             | León          |
| —  | 044  | LE-37 ZA-20 | Cab-20  | Alamicos del Valle                                                                | Sierra de Cabrera Baja                      | 1857                 | 32              |                  | Alto del Peñón         | Encinedo Rosinos de la Requejada                     | León Zamora   |
| —  | 038  | LE-32 ZA-18 | Cab-17  | Alto del Peñón                                                                    | Sierra de Cabrera Baja                      | 1886                 | 45              |                  | Alto de los Alamicos   | Encinedo y Truchas Rosinos de la Requejada           | León Zamora   |
| —  | 041  | LE-35       | Cab-19  | La Barreira                                                                       | Sierra de Cabrera Baja (trans.)             | 1867                 | 32              |                  | Alto del Peñón         | Encinedo y Truchas                                   | León          |
| —  | 039  | LE-33       | Cab-18  | El Pedroso                                                                        | Sierra de Cabrera Baja (trans.)             | 1876                 | 72              |                  | Alto del Peñón         | Encinedo y Truchas                                   | León          |
| —  | 056  | LE-45       | Cab-24  | Cota 1804 en la loma de la Candanera                                              | Sierra de Cabrera Baja (trans.)             | 1804                 | 72              |                  | El Pedroso             | Truchas                                              | León          |
| 20 | 050  | LE-41       | Cab-21  | El Cabezo en la loma de la Candanera                                              | Sierra de Cabrera Baja (trans.)             | 1842                 | 113             |                  | El Pedroso             | Truchas                                              | León          |
| —  | 105  | LE-74       | Cab-35  | La Torre                                                                          | Sierra de Cabrera Baja (trans.)             | 1599                 | 84              |                  | El Cabezo              | Truchas                                              | León          |
| —  | 030  | LE-24 ZA-13 | Cab-12  | Alto de los Alamicos                                                              | Sierra de Cabrera Baja                      | 1958                 | 63              |                  | Vizcodillo             | Truchas Rosinos de la Requejada                      | León Zamora   |
| 05 | 005= | LE-04 ZA-03 | Cab-01  | Vizcodillo                                                                        | Sierra de Cabrera Baja                      | 2121                 | 324             | 19,23            | Teleno                 | Truchas Rosinos de la Requejada                      | León Zamora   |
| —  | —    | LE— ZA—     | Cab—    | Alto de Peña Negra (sobre lago Truchillas)                                        | Sierra de Cabrera                           | 2016                 | 16              | 0,32             | Vizcodillo             | Truchas Rosinos de la Requejada                      | León Zamora   |
| 41 | 122  | ZA-50       | Cab-39  | Cota 1524 sobre el Testero del Prado                                              | Sierra de Cabrera (transv.)                 | 1524                 | 113             |                  | Vizcodillo             | Rosinos de la Requejada                              | Zamora        |
| —  | 035  | LE-29 ZA-16 | Cab-15  | El Piornal                                                                        | Sierra de Cabrera                           | 1911                 | 53              |                  | Vizcodillo             | Truchas Espadañedo y Rosinos de la Requejada         | León Zamora   |
| —  | 033  | LE-27 ZA-14 | Cab-13  | Calbarrás                                                                         | Sierra de Cabrera                           | 1934                 | 39              |                  | Vizcodillo             | Truchas Espadañedo                                   | León Zamora   |
| —  | 051  | LE-42 ZA-23 | Cab-22  | Punta Negra                                                                       | Sierra de Cabrera                           | 1836                 | 31              |                  | Calbarrás              | Truchas Espadañedo                                   | León Zamora   |
| —  | 052  | LE-43 ZA-24 | Cab-23  | La Frisgia                                                                        | Sierra de Cabrera                           | 1833                 | 38              |                  | Calbarrás              | Truchas Espadañedo                                   | León Zamora   |
| —  | 065  | LE-50       | Cab-25  | Peña Cubisco                                                                      | Sierra de Cabrera                           | 1756                 | 76              | 8,16             | Vizcodillo             | Truchas                                              | León          |
| —  | 069  | LE-52       | Cab-28  | Peña Lluenga                                                                      | Sierra de Cabrera                           | 1737                 | 42              | –                | ?                      | Truchas                                              | León          |
| 32 | 094= | LE-69       | Cab-32= | Pico de los Bedules                                                               | Sierra de Cabrera                           | 1647                 | 122             | –                | Peña Lluenga           | Truchas                                              | León          |
| 33 | 094= | ZA-42       | Cab-32= | Pico Carrizoso                                                                    | Sierra de Cabrera (trans.)                  | 1647                 | 122             | –                | Pico de los Bedules    | Muelas de los Caballeros y Justel                    | Zamora        |
| —  | 110  | LE-78       | Cab-37  | Las Chozas                                                                        | Sierra de Cabrera                           | 1571                 | 97              | –                | Pico de los Bedules    | Truchas                                              | León          |
| 35 | 108  | LE-76       | Cab-36  | Peña de la Bandera / Peña Negra                                                   | Sierra de Cabrera                           | 1581                 | 110             | –                | Pico de los Bedules    | Truchas                                              | León          |
| 25 | 070  | ZA-34       | Gam-01  | Alto de la Gamoneda                                                               | Sierra Gamoneda                             | 1732                 | 386             | –                | Pico El Cabril         | Hermisende y Lubián                                  | Zamora        |
| —  | 104  | ZA-47       | Gam-02  | Pico Cinseiro                                                                     | Sierra Gamoneda                             | 1608                 | 63              | –                | Alto de la Gamoneda    | Requejo                                              | Zamora        |
| —  | 124  | ZA-51       | Gam-03  | Lamaobellas                                                                       | Sierra Gamoneda                             | 1505                 | 59              | –                | Pico Cinseiro          | Requejo                                              | Zamora        |